# Predstavniški dom ameriškega kongresa
Predstavniški dom Združenih držav Amerike je eden od dveh domov Kongresa Združenih držav Amerike; drugi pa je Senat Združenih držav Amerike. Vsaka zvezna država je sorazmerno  zastopana v predstavniškem domu (ki se v ZDA okrajša kot "Predstavniški dom") v skladu s deležem celotnega prebivalstva in ima pravico do vsaj enega predstavnika; najštevilčnejša država ima trenutno 53 predstavnikov. Skupno število predstavnikov je trenutno določeno na 435 z posebnim zakonom iz leta 1911, čeprav lahko kongres to število z zakonom spremeni. Vsak predstavnik ima mandat dve leti. Predsedujoči je znan kot Predsednik Predstavniškega doma ZDA, tj. "predsednik" in ga izvolijo vsi člani. 
Dvodomni kongres je nastal iz prizadevanj ustanovnih očetov ZDA, da bi ustvarili dom "ljudstva", ki bi zastopal javno mnenje in bi ga uravnotežil bolj premišljen senat, ki bi zastopal vlade posameznih držav in bil manj nagnjen k spremembam razpoloženja množic. Predstavniški dom se pogosto imenuje "spodnji dom", medtem ko se za senat reče "zgornji dom", čeprav Ustava Združenih držav Amerike ne uporablja takšnega besedišča. Ustava določa, da je za sprejetje zakonov potrebno soglasje obeh domov.
Ker so člani običajno izvoljeni iz manjših (povprečno prebivalstvo leta 2007 je imelo 693.000) in običajno homogenejših volilnih okrajev kot senat, Predstavniški dom pogosto velja za bolj strankarsko usmerjen dom. Mnogi ustanovni očetje so senat (katerega člane so prvotno izvolile državne skupščine (ZDA)) videli kot protiutež ljudsko izvoljenemu predstavniškemu domu, tako kot je bil predstavniški dom protiutež senatu. Pristojnosti za "svetovanje in soglasje" (kot je ratifikacija mednarodnih pogod]) so torej izključno v rokah Senata. Predstavniški dom je dobil izključne pristojnosti: pooblastilo za vlaganje predlogov zakonov o prihodkih, ustavno obtožbo zveznih uradnikov in izvolitev predsednika ZDA v primeru, da volilni kolegij Združenih držav Amerike tega ne more storiti. Senat pa lahko predlaga zakone o porabi in ima izključno pooblastilo za sojenje uradnikom, ki so bili obtoženi, ter za izvolitev podpredsednika, kadar volilni kolegij tega ne more storiti. Senat in njegovi člani imajo praviloma večji ugled kot Predstavniški dom, ker senatorji služijo daljši mandat (šest let) v manjšem telesu in (razen v sedmih državah) predstavljajo širše volilno telo.
Predstavniški dom se sestaja v južnem krilu Kapitola (Washington).